# إيرفينغ موسكوفيتش
ايرفينغ موسكوفيتش (بالإنجليزية: Irving Moskowitz)‏ طبيب ورجل أعمال أمريكي يهودي من مواليد 1928 م في نيويورك متزوج ولديه 8 من الأبناء و40 من الأحفاد. اشتهر بشراء المستشفيات والكازينوهات في ولاية كاليفورنيا. أيضا عرف ايرفينغ بدعمه الكبير للصهيونية ولمشاريع تهويد القدس. انشأ جمعية موسكوفيتش الخيرية والتي ابتدأت بتقديم المساعدات لليهود على تملك منازل في شرق القدس من خلال جمعية عطيرت كوهنيم. أيضاً ابتدأت الجمعية بتقديم جائزة سنوية من عام 2008 لأكثر شخصية سنوية تقدم دعما للصهيونية. في عام 1980 م صرح إيرفينغ لجريدة الواشنطن بوست:

## روابط خارجية
- تقرير جريدة هافينجتون بوست
- تقرير قناة الجزيرة
- تقرير جريدة الشرق الأوسط [وصلة مكسورة]